# چاپاقان
چاپاقان (به لاتین: Çapağan) یک منطقه مسکونی در جمهوری آذربایجان است که در شهرستان شکی واقع شده‌است. چاپاقان ۳۱۵ نفر جمعیت دارد.